# Rudi Zoltán
Rudi Zoltán (Nyíregyháza, 1962. szeptember 12.) jogász, újságíró, főiskolai tanár.

## Életpályája
1976-1980 között a nyíregyházi Krúdy Gyula Gimnázium diákja volt. 1981-1983 között a Miskolci Egyetem Állam- és Jogtudományi Karának hallgatója volt. 1983-1987 között végzett az Eötvös Loránd Tudományegyetem Állam- és Jogtudományi Karán. 1987-1989 között a Magyar Rádió nyíregyházi stúdiójának munkatársa volt. 1988-1989 között elvégezte a MÚOSZ Újságíró Iskolát is. 1989-től 10 évig a Magyar Televízió parlamenti szerkesztőségének vezetője, a belpolitikai stúdió vezető helyettese, 1995-1997 között vezetője volt. 1997-1998 között a hírműsorok főszerkesztőségének vezetője, az MTV Híradó szerkesztőségének vezetője volt. 1998-1999 között a Magyar Televízió elnöki tanácsadója volt. 2000-2002 között a TV2 munkatársa volt. 2001-2004 között a Budapesti Közgazdaságtudományi és Államigazgatási Egyetemen Lobbi-szakértő lett. 2002-2003 között a Magyar Televízió hírigazgatójaként tevékenykedett. 2003-2004 között az aktuális műsorok igazgatója volt. 2004-2005 között a Magyar Sí Szövetség elnöke volt. 2004-2008 között a Magyar Televízió elnökeként dolgozott. 2008 óta stratégiatervezési és kommunikációs igazgató. 2008-2010 között az Európai Műsorszolgáltatók Szövetségének igazgatósági tagja volt. A Budapesti Kommunikációs és Üzleti Főiskola címzetes főiskolai tanára.

## Műsorai
- Hazai tükör (1990)
- Esti egyenleg
- Parlamenti Napló (1990-1997)
- Világ parlamentjei 1-9. (1996)
- Akik a tévéből kimaradtak